# Ron Vlaar
Ron Vlaar (ur. 16 lutego 1985 w Hensbroek) – holenderski piłkarz, grający na pozycji środkowego obrońcy.

## Kariera
Vlaar jako dziecko grał w małym klubie o nazwie SVW Heerhugowaard. Potem trafił do AZ Alkmaar, w którym podpisał juniorski kontrakt w 2002 roku. Przede wszystkim przez kontuzje zadebiutował w Eredivisie dopiero w wieku 20 lat, a miało to miejsce 23 kwietnia 2005 roku w przegranym 1-2 meczu z RKC Waalwijk. Zaraz potem Vlaar zadebiutował w europejskich pucharach, w półfinałowym meczu ze Sportingiem CP. Już po kilku świetnych meczach Vlaar wzbudził zainteresowanie selekcjonera reprezentacji Holandii Marco van Bastena. 8 października 2005 roku Vlaar zadebiutował w reprezentacji w wygranym 2-0 meczu z reprezentacją Czech, przypieczętowującym awans Holendrów do MŚ 2006. Na MŚ 2014 w Brazylii był podstawowym graczem Holandii, z którą sięgnął po brązowy medal.
Dzięki dobrym występom Vlaara w AZ Alkmaar klub zaproponował mu nowy kontrakt – wreszcie zawodowy, gdyż Vlaar dalej był związany z AZ kontraktem juniorskim. Jednak Vlaarem był zainteresowane również lepsze kluby z Ajaksem Amsterdam, Tottenhamem Hotspur i Feyenoordem na czele. W końcu Vlaar przeniósł się w styczniu 2006 do klubu z Rotterdamu, gdzie w wywalczeniu na stałe miejsce w składzie wciąż przeszkadzały mu kontuzje. Dopiero w sezonie 2009/2010 Vlaar rozegrał w lidze 32 mecze i powrócił do reprezentacji.
1 sierpnia 2012 roku podpisał trzyletni kontrakt z Aston Villą. „Lwy” zapłaciły za niego 3,2 mln funtów. W 2015 wrócił do AZ. W 2021 roku zakończył karierę.
| Sezon   | Klub                | Kraj     | Rozgrywki      | Mecze | Bramki |
| ------- | ------------------- | -------- | -------------- | ----- | ------ |
| 2004/05 | AZ Alkmaar          | Holandia | Eredivisie     | 3     | 0      |
| 2005/06 | AZ Alkmaar          | Holandia | Eredivisie     | 7     | 0      |
| 2005/06 | Feyenoord Rotterdam | Holandia | Eredivisie     | 16    | 0      |
| 2006/07 | Feyenoord Rotterdam | Holandia | Eredivisie     | 20    | 1      |
| 2007/08 | Feyenoord Rotterdam | Holandia | Eredivisie     | 4     | 1      |
| 2008/09 | Feyenoord Rotterdam | Holandia | Eredivisie     | 0     | 0      |
| 2009/10 | Feyenoord Rotterdam | Holandia | Eredivisie     | 32    | 4      |
| 2010/11 | Feyenoord Rotterdam | Holandia | Eredivisie     | 26    | 2      |
| 2011/12 | Feyenoord Rotterdam | Holandia | Eredivisie     | 34    | 0      |
| 2012/13 | Aston Villa         | Anglia   | Premier League | 27    | 2      |
| 2013/14 | Aston Villa         | Anglia   | Premier League | 32    | 0      |
| 2014/15 | Aston Villa         | Anglia   | Premier League | 20    | 0      |
| 2015/16 | AZ Alkmaar          | Holandia | Eredivisie     | 17    | 1      |
| 2016/17 | AZ Alkmaar          | Holandia | Eredivisie     | 20    | 0      |
| 2017/18 | AZ Alkmaar          | Holandia | Eredivisie     | 12    | 0      |
| 2018/19 | AZ Alkmaar          | Holandia | Eredivisie     | 28    | 2      |
| 2019/20 | AZ Alkmaar          | Holandia | Eredivisie     | 10    | 2      |
| 2020/21 | AZ Alkmaar          | Holandia | Eredivisie     | 0     | 0      |

## Sukcesy

### Reprezentacja
- Mistrzostwa Świata 2014:  Brąz